# Blandine de Lyon
Pour les articles homonymes, voir Sainte-Blandine.
Blandine de Lyon est une jeune esclave chrétienne de Lugdunum (Lyon), qui fut martyrisée durant le mois de juillet 177 sous le règne de l'empereur Marc Aurèle.
C'est une sainte qui est fêtée le 2 juin (synaxe de tous les martyrs de Lyon, jour de la mort du premier d'entre eux, l'évêque Pothin, selon l'usage occidental), le 25 juillet (Blandine seule, selon l'usage oriental), le 8 août (commémoration des quatre derniers martyrs, Alexandre, Attale, Pontique et Blandine, selon l'ancien usage occidental) et le 9 août dans le calendrier de l'archidiocèse de Lyon.
Blandine est la patronne de la ville de Lyon. Avec Marthe de Béthanie, elle est aussi la patronne des servantes. Dans son iconographie, on trouve le filet, le taureau, le gril, le lion et l'ours. Elle est souvent représentée attachée à un pilier avec un lion et un ours à ses pieds.

## Biographie

### Contexte et sources historiques

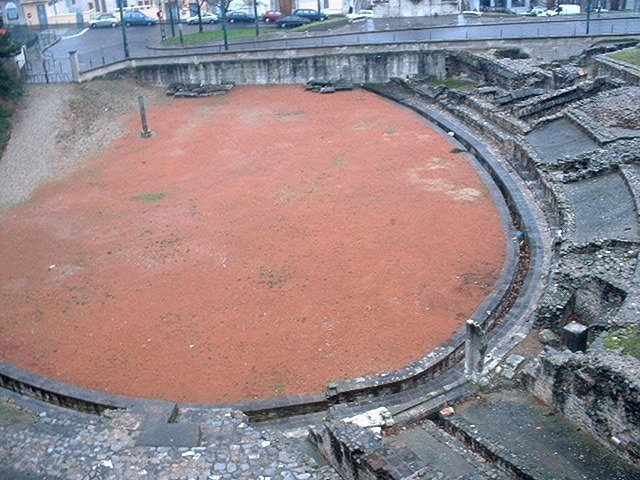
Amphithéâtre des Trois Gaules, avec au fond le poteau évoquant les martyrs de Lyon.

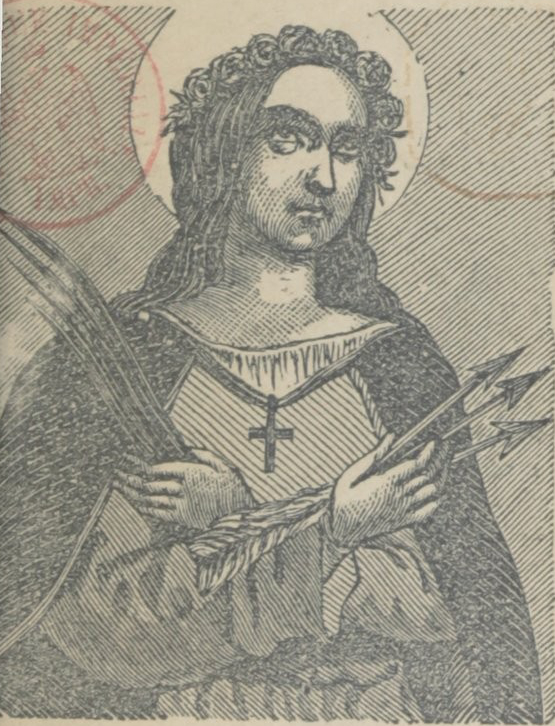
Gravure représentant sainte Blandine (1867).

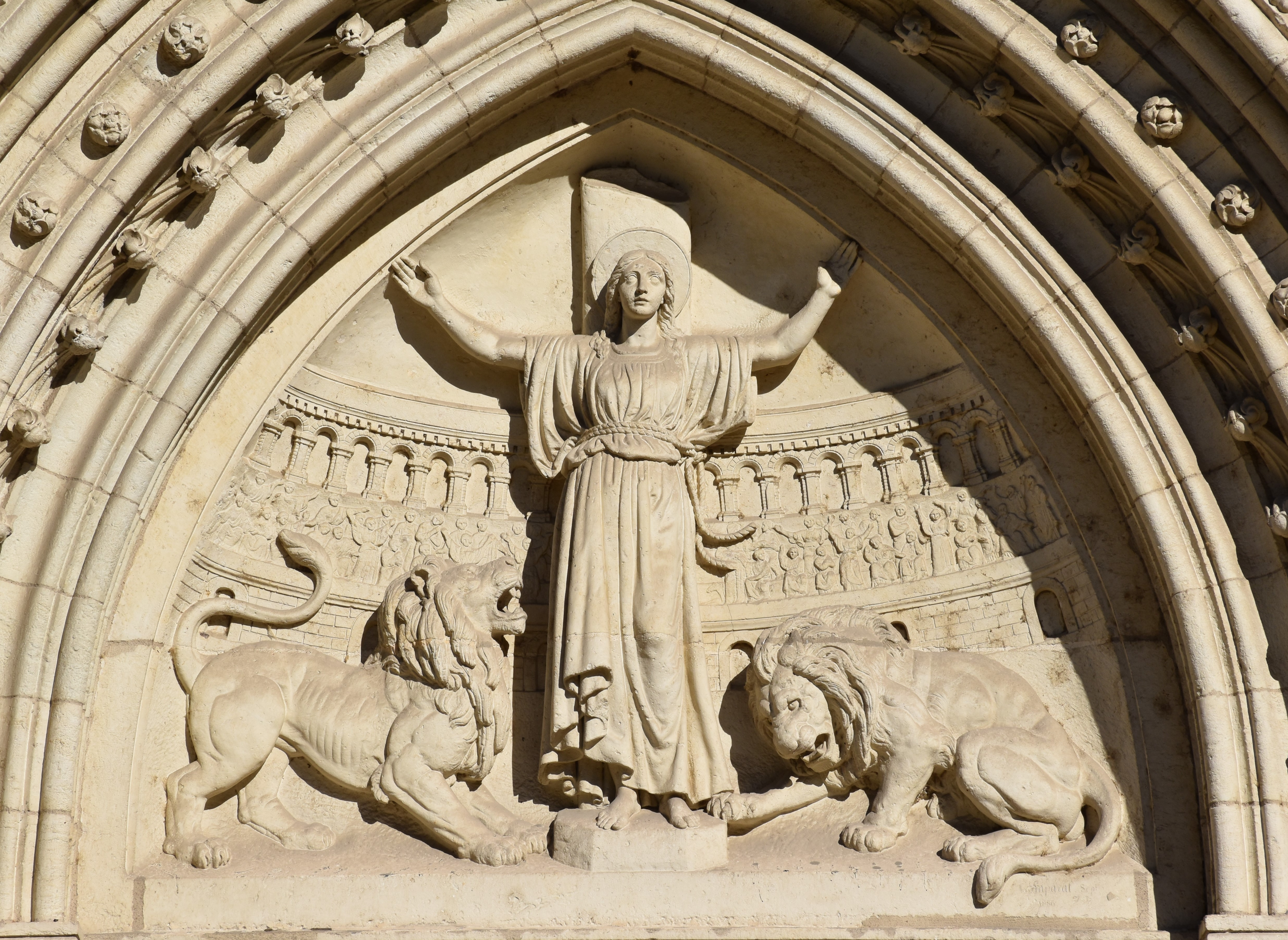
Le martyre de sainte Blandine. Jules Comparat (1886), tympan de l'église Sainte-Blandine de Lyon.

Les mutations religieuses caractérisent ce milieu du IIe siècle. Les cultes ont changé et les références à une vie post mortem se multiplient. Autour de l'année 177, une persécution s'abat sur les chrétiens lyonnais. Il ne s'agit pas d'un simple pogrom provoqué par l'habituelle recherche d'un bouc émissaire en temps de crise, mais d'une politique menée par les autorités. Elle apparaît semblable à celle qui, au début du siècle, avait été définie par l'empereur Trajan dans son célèbre rescrit : « Il ne faut pas rechercher systématiquement les chrétiens, mais, lorsqu'on en découvre, il faut les punir s'ils continuent à se reconnaître tels ». Que Trajan et Marc Aurèle, l'empereur philosophe qui règne de 161 à 180, aient adopté cette attitude amène à s'interroger sur l'incompatibilité du christianisme et du système impérial. Plutôt sceptiques, les Romains sont assez tolérants et ce n'est que dans les périodes de crise qu'ils interdisent certaines religions semblant porter atteinte à leur mode de vie, voire à leur morale. Or, en cette année 177, l'agitation populaire contre les chrétiens est en train d'atteindre son paroxysme.
Les martyrs de Lyon sont connus grâce à un témoin oculaire, l'auteur de la Lettre des chrétiens de Lyon à l'Église de Smyrne. Elle a été insérée telle quelle un siècle plus tard par l'évêque Eusèbe dans son Histoire ecclésiastique. Cette lettre aurait été destinée aux chrétiens témoins du martyre de Polycarpe, dans le but de renforcer le lien entre cette communauté qui se développait à Lyon et celle d’autres Lyonnais originaires de Smyrne.
Eusèbe a établi une liste de quarante-huit martyrs, quoique les historiens n'en reconnaissent que dix, dont Blandine, évoqués dans la Lettre des chrétiens de Lyon à l'Église de Smyrne. Blandine est désignée comme « une jeune femme », mais les historiens estiment qu'elle pourrait avoir été une femme d’âge mur. Selon la même source, et sans conteste pour les historiens, elle était accompagnée d’un jeune homme, Ponticus, peut-être son jeune frère. Le prénom de Blandine étant largement répandu dans les inscriptions gauloises, on peut supposer qu’elle était une habitante locale.

### Récits des faits
Les faits relatés sont tous tirés des récits d’Eusèbe au siècle suivant et via un témoin oculaire. Ils indiquent que Blandine fait partie des chrétiens de Lyon condamnés à l'arène en 177. C'est ce que l'on a appelé « l'événement des martyrs de Lyon ».
Selon ce récit, Blandine est d'abord interrogée sous la torture afin d'abjurer sa foi, mais elle tient inlassablement le même discours : « Je suis chrétienne et nous ne faisons aucun mal. » À la suite de ces tortures en prison, Blandine est conduite dans un cirque avec deux autres chrétiens. Elle est suspendue à un poteau et livrée aux bêtes, mais celles-ci ne la touchent pas. À noter que les bêtes en question n’étaient sûrement pas des fauves, les félins importés d'Afrique du Nord étant trop chers, les organisateurs utilisaient plutôt des animaux de leur pays (ours, sangliers, loups, lynx, taureaux).
Blandine est ensuite flagellée, puis placée sur un gril brûlant, puis encore livrée dans un filet à un taureau qui la jette en l'air avec ses cornes (condamnation au taureau appelée damnatio ad bestias). Elle est finalement égorgée par le bourreau en août 177. Son corps et ceux des autres martyrs sont brûlés et leurs cendres jetées dans le Rhône.

## Postérité

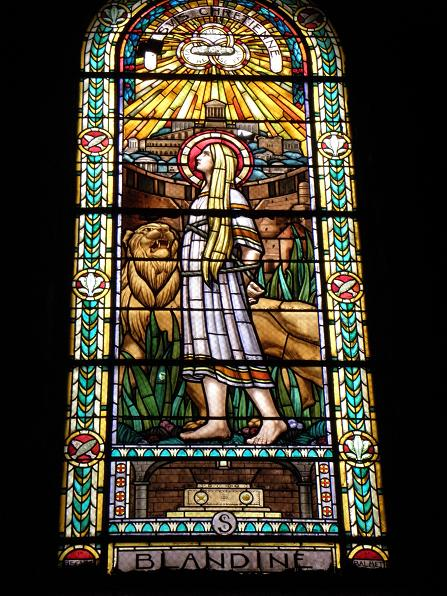
Vitrail de Sainte Blandine dans l'église Saint-Pothin de Lyon.

Blandine de Lyon figure parmi les mille trente-huit femmes référencées dans l'œuvre d'art contemporain The Dinner Party (1979) de Judy Chicago. Son nom y est associé à Hypatie,.
En 1986, 1 809 ans après les faits, le pape Jean-Paul II, alors en voyage à Lyon, se rend au poteau symbolisant le lieu du martyre (et non comme le veut la tradition, à la cathédrale de Lyon). Il déclare au sujet de Blandine et de ses compagnons :

« Ils n'ont pas voulu renier Celui qui leur avait communiqué sa vie et les avait appelés à être ses témoins. Nous savons qu'ils sont nombreux aujourd’hui encore, et dans toutes les parties du monde, ceux qui subissent les outrages, le bannissement et même la torture à cause de leur fidélité à la Foi chrétienne. En eux le Christ manifeste sa puissance. Les martyrs d’aujourd’hui et les martyrs d'hier nous environnent et nous soutiennent pour que nous gardions nos regards fixés sur Jésus. »

En 2015, le groupe de rap Leader Vocal sort le titre Blandine, à travers lequel il dénonce la persécution des chrétiens dans le monde.
En mars 2017, le Saint-Synode de l'Église orthodoxe inscrit dans son Ménologe sainte Blandine de Lyon.
En 2022, le personnage-narrateur de la pièce Ceci est mon corps d'Agathe Charnet se réfère plusieurs fois à l'iconographie qui entoure Blandine de Lyon.